# سیارک ۲۱۴۸۱
سیارک ۲۱۴۸۱ (به انگلیسی: 21481 Johnwarren، نامگذاری:1998HP125) بیست و یک هزار و چهارصد و هشتاد و یکمین سیارک کشف شده‌است که در ۲۳ آوریل ۱۹۹۸ کشف شد.
قدر مطلق سیارک برابر ۱۴.۸ است.